# Życie niezwykłe
Życie niezwykłe – drugi album zespołu Moskwa, nagrany w okresie wrzesień 1989 – luty 1990 i wydany w formie LP (1990) i CD (1994) przez firmę Polskie Nagrania.

## Lista utworów
1. „Moje miasto to nie raj” – 3:45
2. „Blaga” – 2:24
3. „Kto naprawi ten błąd” – 2:30
4. „Camon To The Highway” – 3:02
5. „...Tak bardzo” – 4:21
6. „Cały świat powiedział ci...” – 3:25
7. „Tu, lecz obok” – 5:24
8. „5 minut na dnie” – 2:46
9. „Tiki Tam Boogie, Yeah!” – 2:43
10. „Roll’n’Rock” – 3:16
11. „Uciekam, uciekam...” – 4:03

## Autorzy
- Paweł „Guma” Gumola – śpiew, gitara
- Piotr Jełowiecki – gitara
- Leszek Sokołowski – gitara
- Jacek Topolski – gitara basowa
- Piotr „Stopa” Żyżelewicz – perkusja